# Tabaqui
Tabaqui is een jakhals uit twee verhalen van Het jungleboek. Hij is het hulpje van Shere Khan de tijger. Tabaqui wordt door Grijze Broeder (een wolf, een van Mowgli's vrienden) gedood in 'Tijger! Tijger!'. Tabaqui zou in het Hindi hetzelfde zijn als "hielenlikker". 

## Zijn rol
Tabaqui verschijnt al vanaf het begin in het verhaal. Hij komt het hol van de wolvenfamilie binnen en kondigt vervolgens aan dat Shere Khan besloten heeft om op hun territorium te gaan jagen, met of zonder hun toestemming. In het boek wordt het volgende over hem gezegd:
"De wolven verachten Tabaqui omdat hij onrust stookt met zijn kwaadsprekerij en omdat hij vaak buitgemaakte vlees van de wolven steelt. Maar ze vrezen hem ook, omdat hij wanneer voor de verandering niet bang is, maar juist woest, alles en iedereen aanvalt en flink bijt, als een dolle bloedhond. Zelfs de tijger Shere Khan zou zich verbergen wanneer hij merkt dat Tabaqui in een blinde woedeaanval verkeert."
In de meeste versies van Het jungleboek wordt Tabaqui als een laffe gluiperd getypeerd die voor Shere Khan werkt, maar in het oorspronkelijke verhaal is hij best gevaarlijk en kan hij de andere dieren vrees aanjagen, zelfs Shere Khan. 

## Trivia
- In diverse televisieseries over Het jungleboek is Tabaqui geen jakhals, maar een hyena.
- In de Disneyfilm is Tabaqui weggelaten en is de rol van onderdanig hulpje van Shere Khan meer weggelegd voor Kaa.